# Klaus Kjøller
Klaus Kjøller (født 13. juli 1944 på Frederiksberg) er forfatter og kommentator. Var 1978 - 2015 lektor i 'moderne dansk sprog og sprogbrug' ved danskstudiet på Københavns Universitet. Han er uddannet som cand. mag. i dansk og filosofi fra Københavns Universitet i 1972. Adjunkt fra 1974 - 78. 1992 – 2000 studieleder for linjestudiet i Dansk sprog ved Folkeuniversitetet i København. Koordinator for BA-uddannelsen i Sprog- og kommunikationsrådgivning til 2015. Institutleder for Institut for Nordisk Filologi (som i 2004 fusionerede med IAAS til Institut for Nordiske Studier og Sprogvidenskab) 1994-99. 2007 – 2009 studieleder ved Institut for Nordiske Studier og Sprogvidenskab. Han har specialiseret sig i politisk kommunikation.
Han har skrevet en mængde bøger, både skønlitterære og faglitterære, og bidraget til Berlingskes klumme Groft Sagt 2011-2018.

## Udvalgt bibliografi
- Manipulation. En håndbog, Borgen, 1991
- Klaus Kjøller (16. oktober 1999), Dronningens hund, Forlaget Hovedland, ISBN 87-7739-419-4, Wikidata  Q96051342
- Spindoktor 2001
- Aschehougs store bog om at holde tale 2002
- Tekst for viderekomne – tekstproduktion og sproglig rådgivning 2004
- Sprogets Vej til Sindets Fred, Sohn, 2010
- Den politiske Komedie. At forstå politik uden at forstå sagen, Forlaget Hovedland, 2011.

### Artikler
- Klaus Kjøller (2. april 1973), "Om sproghandlinger og samtaleanalyse", NyS, 5 (5): 40, doi:10.7146/NYS.V5I5.10340, Wikidata  Q96051477
- Klaus Kjøller (16. august 2015), "Bedre offentlig sprogbrug: Gode hensigter rammer grum virkelighed", Klart språk i Norden, 16 (8), doi:10.7146/KSN.V0I0.23922, Wikidata  Q96051486